# Nakano (Nagano)
Nakano (jap. 中野市, -shi) ist eine Stadt im Zentrum der Präfektur Nagano auf der japanischen Hauptinsel Honshū.

## Geographie
Nakano liegt nördlich von Nagano und südlich von Jōetsu.

## Geschichte
Die Stadt Nakano wurde am 1. Juli 1954 aus den ehemaligen Gemeinden Nakano, Hiraoka, Hirano, Shinano, Nagaoka, Hino und Yamato gegründet.

## Verkehr
Nakano ist ¨ber die Jōshin’etsu-Autobahn sowie über die Nationalstraßen 117 und 292 und 403. Durch das Stadtzentrum und den Bahnhof Shinshū-Nakano verläuft die Nagaden Nagano-Linie der Bahngesellschaft Nagano Dentetsu. Außerdem liegen zwei Bahnhöfe im Westen der Stadt an der Iiyama-Linie von JR East. Bis 2002 bestand auch die Nagaden Kijima-Linie nach Kijima.

## Söhne und Töchter der Stadt
- Kikuchi Keigetsu (1879–1955), Maler
- Naoko Azegami (* 1985), Biathletin
- Joe Hisaishi (* 1950), Komponist von Film- und Fernsehmusik

## Weblinks

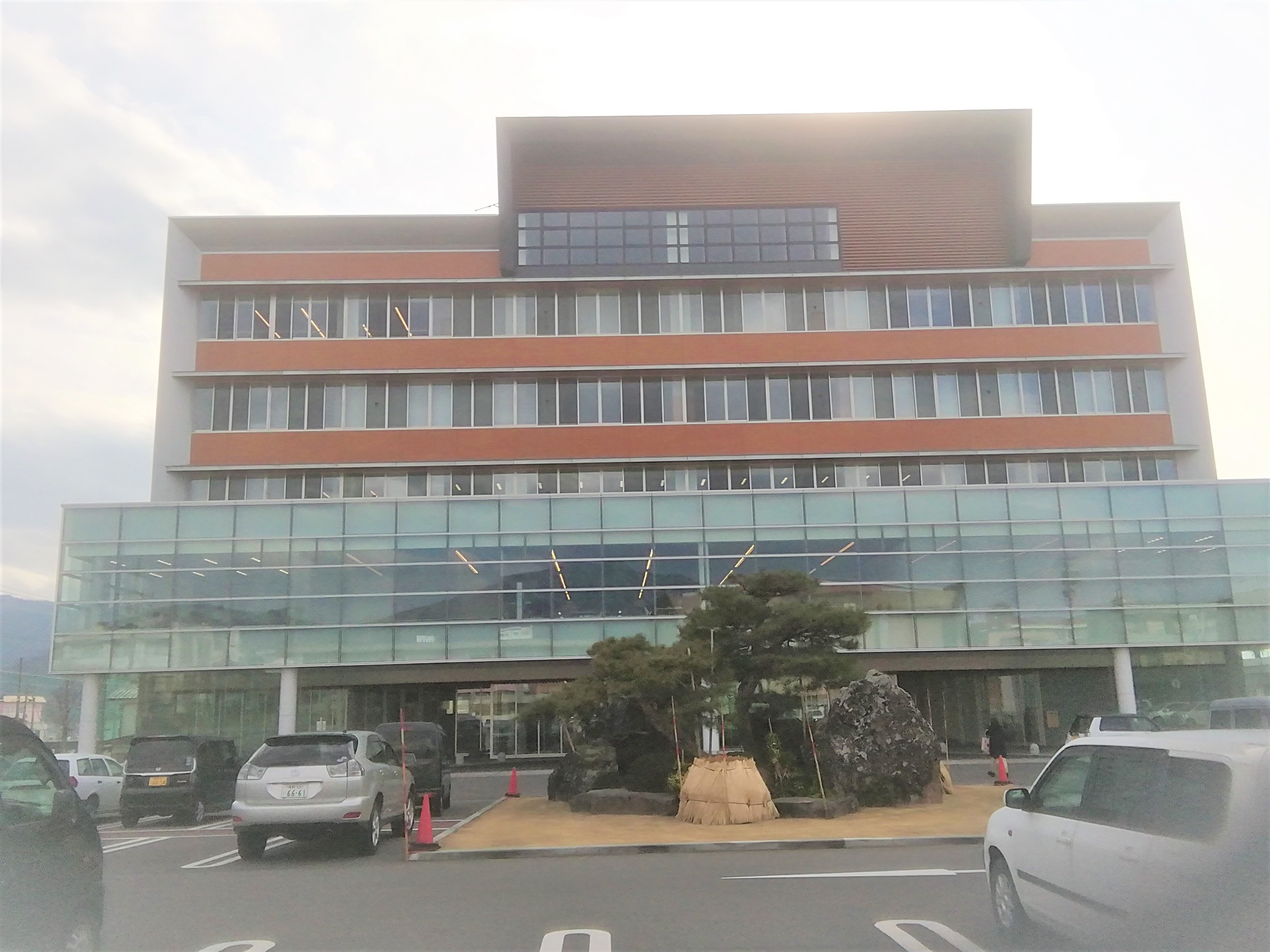
Rathaus

## Angrenzende Städte und Gemeinden
- Nagano
- Iiyama
- Takayama
- Obuse
- Yamanouchi
- Iizuna
- Kijimadaira